# Claudia Bryar
Hortense « Claudia » Rizley, née le 18 mai 1918 à Guymon (comté de Texas, Oklahoma) et morte le 16 juin 2011 à Los Angeles (Californie), est une actrice américaine, connue comme Claudia Bryar (du nom de son mari).

## Biographie
En 1940, elle épouse l'acteur Paul Bryar (en) (né Gabriel Paul Barrere, 1910-1985), dont elle reste veuve à son décès. De leur union est né le guitariste et auteur-compositeur Paul Barrere (1948-2019).
Désormais connue sous le nom de Claudia Bryar, elle contribue au cinéma à dix-huit films américains (entre autres des westerns), les trois premiers (dans des petits rôles non crédités) sortis en 1956, dont Le Faux Coupable d'Alfred Hitchcock (avec Henry Fonda et Vera Miles). Ultérieurement, mentionnons Dans les griffes du gang de Lewis Seiler (1958, avec Betsy Palmer et Jack Lord), Gros Coup à Dodge City de Fielder Cook (1966, avec Henry Fonda et Joanne Woodward) et Pat Garrett et Billy le Kid de Sam Peckinpah (1973, avec James Coburn et Kris Kristofferson). Son dernier film est Psychose 2 de Richard Franklin (1983, avec Anthony Perkins et Vera Miles). En flashback tiré de cet ultime film, elle apparaît également dans Psychose 3 (1986), de (et avec) Anthony Perkins.
À la télévision américaine, elle collabore à quatre-vingt-quatorze séries (souvent de western), la première en 1955. Citons La Grande Caravane (six épisodes, 1958-1963), Bonanza (quatre épisodes, 1960-1972), Sur la piste du crime (cinq épisodes, 1966-1971) et Dallas (deux épisodes, 1982). Sa dernière série (et ultime prestation à l'écran) est Capitaine Furillo (un épisode, 1986).
S'ajoutent treize téléfilms, le premier diffusé en 1969, le dernier en 1983.
Claudia Bryar meurt en 2011, à 93 ans.

## Filmographie

### Cinéma (intégrale)
- 1956 : Le Faux Coupable (The Wrong Man) d'Alfred Hitchcock : une cliente de la compagnie d'assurances
- 1956 : Le Gang de l'or noir (en) (The Houston Story) de William Castle : Clara Phelan
- 1956 : Géant (Giant) de George Stevens : une standardiste
- 1957 : La Cité pétrifiée (The Monolith Monsters) de John Sherwood : Mme Simpson
- 1957 : I Was a Teenage Frankenstein d'Herbert L. Strock : la mère d'Arlene
- 1958 : Dans les griffes du gang (The True Story of Lynn Stuart) de Lewis Seiler : Nora Efron
- 1960 : Elmer Gantry le charlatan (Elmer Gantry) de Richard Brooks : une religieuse collectant de l'argent
- 1966 : Gros Coup à Dodge City (A Big Hand for the Little Lady) de Fielder Cook : Mme Price
- 1967 : Les Détrousseurs (en) (The Ride to Hangman's Tree) d'Alan Rafkin : Mme Harmon
- 1968 : The Shakiest Gun in the West d'Alan Rafkin : Mme Remington
- 1969 : Gaily, Gaily de Norman Jewison : la mère
- 1969 : Angel in My Pocket (en) d'Alan Rafkin : Mme Axel Gresham
- 1971 : L'Homme de la loi (Lawman) de Michael Winner : la femme criant au meurtre
- 1971 : Quand siffle la dernière balle (Shoot Out) d'Henry Hathaway : l'épouse d'un commerçant
- 1972 : Les rebelles viennent de l'enfer (Bad Company) de Robert Benton : Mme Clum
- 1973 : Ace Eli and Rodger of the Skies de John Erman : Ann
- 1973 : Pat Garrett et Billy le Kid (Pat Garrett and Billy the Kid) de Sam Peckinpah : Mme Horrell
- 1983 : Psychose 2 (Psycho II) de Richard Franklin : Emma Spool
- 1986 : Psychose 3 (Psycho III) d'Anthony Perkins : Emma Spool (images d'archives du précédent)

### Télévision (sélection)

#### Séries

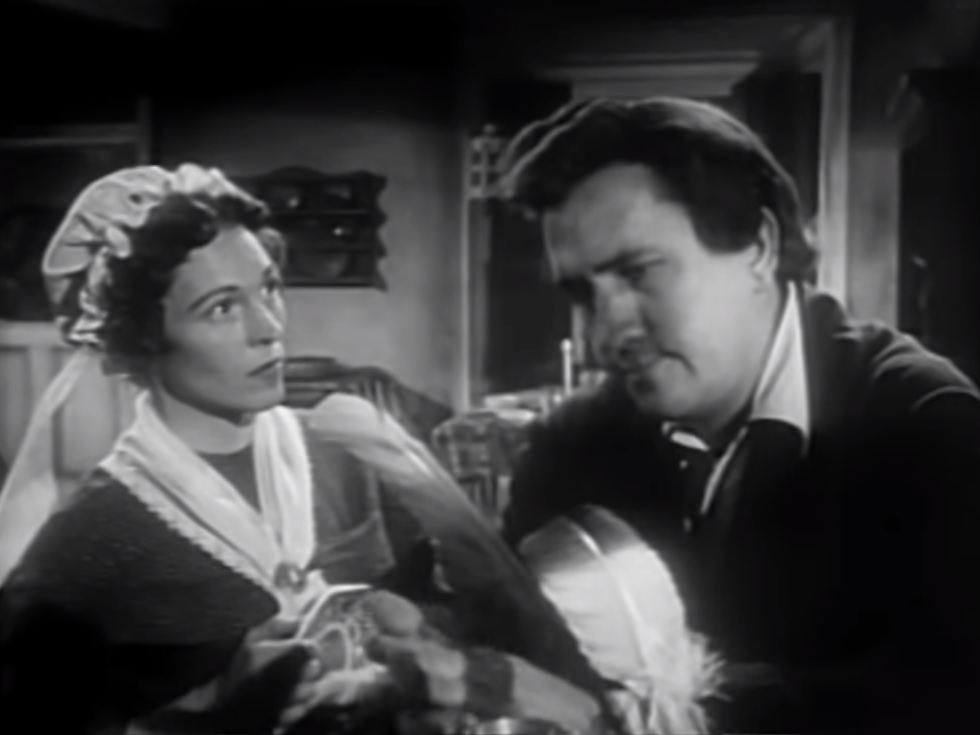
Avec Ainslie Pryor, dans la série Medic, épisode Who Search for Truth (1956)

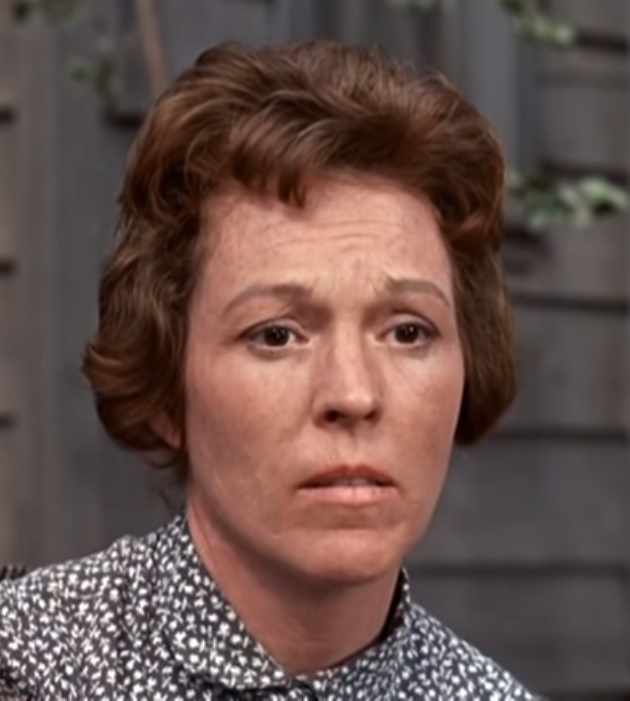
Dans la série Bonanza, épisode Une grande dame (1960)

- 1956 : Papa a raison (Father Knows Best), saison 2, épisode 18 Betty's Brother de William D. Russell et épisode 24 The Historical Andersons de William D. Russell : Mlle Woodruff
- 1956 : Medic (en), saison 2, épisode 18 Who Search for Truth de John Badham : Deborah Beaumont
- 1956-1957 : Badge 714 (Dragnet)
  - Saison 5, épisode 28 The Big Mama (1956) : rôle non spécifié
  - Saison 7, épisode 36 The Big Bed (1957) : rôle non spécifié
- 1957 : Schlitz Playhouse of Stars, saison 6, épisode 19 One Left Over d'Herschel Daugherty : rôle non spécifié
- 1957 : Perry Mason, saison 1, épisode 3 La Séduisante Spéculatrice (The Case of the Nervous Accomplice) de William D. Russell : Ruth Marvel
- 1958 : Maverick, saison 2, épisode 8 The Jail at Junction Flats de Walter Doniger : Mme Pyne
- 1958 : The Veil (en), saison unique, épisode 2 Girl on the Road de George Waggner : Mme Kirby
- 1958-1963 : La Grande Caravane (Wagon Train)
  - Saison 2, épisode 12 The Mary Ellen Thomas Story (1958) de Virgil W. Vogel : Mme Mayhew
  - Saison 3, épisode 16 The Maidie Brant Story (1960) de Virgil W. Vogel : Mme Taylor
  - Saison 4, épisode 12 The River Crossing (1960 : Mme Moore) de Jesse Hibbs et épisode 35 The Janet Hale Story (1961 : Ada Hale) de David Lowell Rich
  - Saison 5, épisode 36 The Hiram Winthrop Story (1962) de Virgil W. Vogel : Mary Carter
  - Saison 6, épisode 17 The Davey Baxter Story (1963) : Mme Baxter
- 1960 : 77 Sunset Strip, saison 2, épisode 31Fraternity of Fear de Robert B. Sinclair : Grace Connors
- 1960 : Au nom de la loi (Wanted: Dead or Alive), saison 3, épisode 2 Cure sans alcool (The Cure) de Gene Reynolds : Emily Kendrick
- 1960 : Sugarfoot, saison 4, épisode 2 A Noose for Nora de Lee Sholem : Ada Smallwood
- 1960 : Les Aventuriers du Far West (Death Valley Days)
  - Saison 8, épisode 21 The Strangers : Mary Taggert
  - Saison 9, épisode 14 The Young Gun : Ellie
- 1960-1972 : Bonanza
  - Saison 1, épisode 21 Une grande dame (The Spanish Grant, 1960) de Christian Nyby : Mary Logan
  - Saison 5, épisode 3 Le Faiseur de pluie (Rain from Heaven, 1963) de Lewis Allen : Mme Weems
  - Saison 9, épisode 13 L'Heure du jugement (Justice Deferred, 1967) de Gerald Mayer : Mme Scott
  - Saison 13, épisode 22 He Was Only Seven (1972) de Michael Landon : Martha
- 1961 : Denis la petite peste (Dennis the Menace), saison 2, épisode 17 Pythias Was a Piker de William D. Russell : Mlle Morrison
- 1961 : C'est arrivé à Sunrise (Bus Stop), saison unique, épisode 6 The Glass Jungle de Francis D. Lyon : Mlle Toland
- 1961-1966 : Le Jeune Docteur Kildare (Dr. Kildare)
  - Saison 1, épisode 12 Hit and Run (1961) d'Alexander Singer : Mary Adams
  - Saison 2, épisode 6 Hasting's Farewell (1962 : l'infirmière Maggie Simpson) de Ralph Senensky et épisode 10 An Ancient Office (1962 : Elsie) de Don Medford
  - Saison 5, épisode 34 A Sort of Falling in Love (1966) d'Herschel Daugherty : une infirmière
- 1962 : Les Incorruptibles (The Untouchables), saison 3, épisode 13 La Guerre des trafiquants (The Gang War) de Paul Wendkos : Mme Phelps
- 1963 : La Quatrième Dimension (The Twilight Zone), saison 4, épisode 5 La Muette (The Mute) de Stuart Rosenberg : Frau Nielsen
- 1963 : Ben Casey, saison 2, épisode 19 A Short biographical Sketch of James Tuttle Peabody, M.D. : Laura Vetley
- 1963 : Le Virginien (The Virginian), saison 1, épisode 21 The Small Parade : Mlle Jensen
- 1963-1967 : Le Fugitif (The Fugitive)
  - Saison 1, épisode 2 The Witch (1963) : Mme Sturgis
  - Saison 2, épisode 28 A.P.B. (1965) : la propriétaire
  - Saison 4, épisode 16 The Other Side of the Coin (1967) de Lewis Allen : Mme Blake
- 1965 : Match contre la vie (Run for Your Life), saison 1, épisode 9 Cette ville est à vendre (This Town for Sale) de Richard Benedict : la secrétaire de Loomis
- 1966 : Laredo, saison 1, épisode 25 A Very Small Assignment de Paul Stanley : Mme Cook
- 1966-1971 : Sur la piste du crime (The F.B.I.)
  - Saison 1, épisode 19 Special Delivery (1966) de Ralph Senensky : Mme Patterson
  - Saison 2, épisode 21Rope of Gold (1967) de Jesse Hibbs : Mme Lee
  - Saison 3, épisode 15 Act of Violence (1968) de Gene Nelson : Sara
  - Saison 5, épisode 6 Gamble with Death (1969) de William Hale : une employée
  - Saison 7, épisode 9 The Game of Terror (1971) de Ralph Senensky : Mme Ryerson
- 1967 : Les Envahisseurs (The Invaders), saison 2, épisode 4 La Vallée des ombres (Valley of the Shadow) de Jesse Hibbs : une citoyenne
- 1967-1968 : La Grande Vallée (The Big Valley), saison 3, épisode 5 Nuit dans une petite ville (Night in a Small Town, 1967 : une dame) de Virgil W. Vogel et épisode 20 La Fin et les Moyens (Fall of a Hero, 1968 : Florence Bacon) de Virgil W. Vogel
- 1969 : L'Immortel (The Immortal), saison unique, épisode pilote Destinée (The Immortal) de Joseph Sargent : une infirmière
- 1969-1970 : La Nouvelle Équipe (The Mod Squad)
  - Saison 1, épisode 22 Child of Sorrow, Child of Light (1969) de Gene Nelson : Mme Jackson
  - Saison 2, épisode 21 The Deadly Sir (1970) de Jerry Jameson : la mère supérieure
- 1970 : Dan August, saison unique, épisode 5 In the Eyes of God d'Harvey Hart : une femme à l'église
- 1970 : The Bold Ones: The Lawyers, saison 2, épisode 4 The People Against Doctor Chapman de Jeannot Szwarc : Clara Stockton
- 1970-1973 : Mannix
  - Saison 3, épisode 17 Le Miroir (The Mirror, 1970) : la propriétaire
  - Saison 7, épisode 3La Poursuite (Climb a Deadly Mountain, 1973) d'Arnold Laven : la vieille dame
- 1970-1974 : L'Homme de fer (Ironside)
  - Saison 3, épisode 23 Good Will Tour (1970) de Robert Day : Laura
  - Saison 7, épisode 14 Two Hundred Large (1974) de Robert Scheerer : Mme Larkin
- 1971 : Opération danger (Alias Smith and Jones), saison 1, épisode 5 The Girl in Boxcar #3 de Leslie H. Martinson : Minerva Lambert
- 1971-1973 : Gunsmoke ou Police des plaines (Gunsmoke ou Marshal Dillon)
  - Saison 17, épisode 8 Lynott (1971) de Gunnar Hellström : Mauda Weaver
  - Saison 18, épisode 16 Homecoming (1973) de Gunnar Hellström : Nell Bronson
- 1972 : The Bold Ones: The New Doctors, saison 4, épisode 1 Five Days in the Death of Sgt. Brown, Part II : une standardiste
- 1973 : Love Story, saison unique, épisode 8 When the Girls Came Out to Play : Mme Lewin
- 1973-1975 : La Famille des collines (The Waltons)
  - Saison 2, épisode 10 The Thanksgiving Story (1973) de Philip Leacock : l'infirmière Mme Stewart
  - Saison 3, épisode 24 The Venture (1975) de Ralph Waite : l'infirmière Mme Howard
- 1973-1979 : Barnaby Jones
  - Saison 2, épisode 6 Catch Me If You Can (1973) de Walter Grauman : Mary Wheelock
  - Saison 4, épisode 11 Blood Relations (1975) de Walter Grauman : Emily Kates
  - Saison 5, épisode 11 Sister of Death (1977) : Sœur Agnes Elizabeth
  - Saison 6, épisode 11 The Devil's Handmaiden (1977) : Ellen Coogan
  - Saison 7, épisode 23 Child of Love, Child of Vengeance, Part II (1979) : Mme Pomeroy
- 1974 : Docteur Marcus Welby (Marcus Welby, MD.), saison 6, épisode 2 The Faith of Childish Things de William Asher et épisode 12 Child of Silence de John Erman : l'infirmière Mme Grande
- 1975 : Petrocelli, saison 1, épisode 22 A Night of Terror de Bernard McEveety : Mme Brancussi
- 1975 : Matt Helm, saison unique, épisode 7 La mort est condamnée (Squeeze Play) de Robert Scheerer : la grand-mère
- 1976 : Les Rues de San Francisco (The Streets of San Francisco)
  - Saison 4, épisode 22 En pays étranger (Alien Country) de Virgil W. Vogel : Ann Corby
  - Saison 5, épisode 3 Mort ou Vif (Dead or Alive) : Mme Thompson
- 1976 : Section contre-enquête (Most Wanted), saison unique, épisode 10 Madame 10 % (The Ten-Percenter) de Walter Grauman : Mary Callaghan
- 1977 : Voyage dans l'inconnu (Tales of the Unexpected), saison unique, épisode 4 Les Nomades (The Nomads) : une invitée au dîner
- 1979 : Quincy (Quincy, M.E.), saison 4, épisode 16 Aftermath de Tony Mordente : Mme Hokans
- 1979 : Chips (CHiPs), saison 3, épisode 1 Le Disco (Roller Disco, Part I) de Don Weis : la matrone
- 1981 : Dallas, saison 4, épisode 15 La Question (The Quest) de Gunnar Hellström et épisode 16 L'amour triomphe toujours (Lover, Come Back) d'Irving J. Moore : Dolores
- 1982 : La Loi selon McClain (Mcclain's Law), saison unique, épisode 14 Prise de contrôle (Takeover) de Lee H. Katzin : Dora Norton
- 1983 : Dynastie (Dynasty), saison 3, épisode 19 Père et Fils (Fathers and Sons) de Jerome Courtland : Doris
- 1986 : La Cinquième Dimension (The New Twilight Zone), saison 1, épisode 17a Bienvenue à Winfield (Welcome to Winfield) de Bruce Bilson : une citoyenne
- 1986 : Capitaine Furillo (Hill Street Blues), saison 6, épisode 22 Une capture spectaculaire (Come and Get It) : Mme Prince

#### Téléfilms

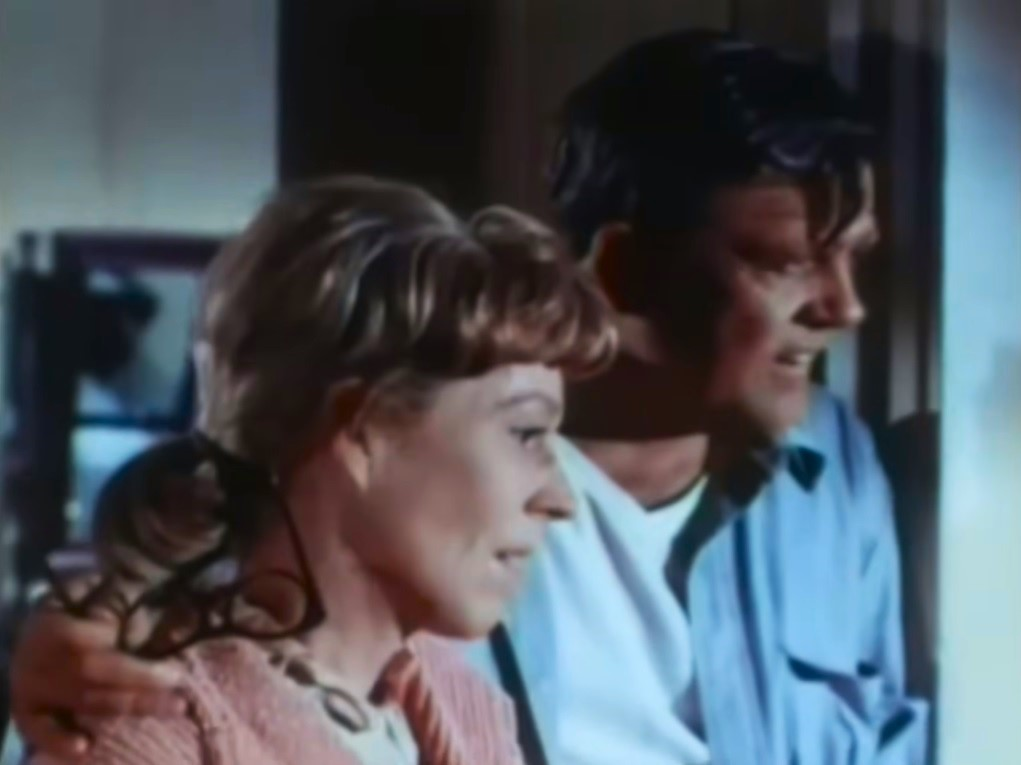
Avec Pat Hingle, dans le téléfilm The Ballad of Andy Crocker (1969)

- 1969 : The Ballad of Andy Crocker (en) de George McCowan : Emily Crocker
- 1972 : Welcome Home, Johnny Bristol (en) de George McCowan : Mme Thysen
- 1972 : Jigsaw de William A. Graham : la gérante du motel
- 1972 : Les Filles de Joshua Cabe (en) (The Daughters of Joshua Cabe) de Philip Leacock : Warden Tippet
- 1973 : Letters from Three Lovers (en) de John Erman : la gérante d'appartements
- 1973 : A Summer Without Boys de Jeannot Szwarc : Mme Battle
- 1974 : Manhunter de Walter Grauman : Mme Barrett
- 1974 : The F.B.I. Story: The FBI Versus Alvin Karpis, Public Enemy Number One de Marvin J. Chomsky : la propriétaire
- 1975 : The Family Nobody Wanted de Ralph Senensky : Eunice Franklin
- 1977 : Green Eyes (en) de John Erman : Mme Cousins
- 1977 : The Other Side of Dawn (en) de John Erman : Mme Mathias
- 1978 : Suddenly, Love (en) de Stuart Margolin : rôle non spécifié
- 1983 : Who Will Love My Children? (en) de John Erman : la directrice de maison d'accueil